# ロードアイランド (戦艦)
| USS Rhode Island BB-17 |                                                                                            |
| 艦歴                   |                                                                                            |
| 発注:                  |                                                                                            |
| 起工:                  | 1902年5月1日                                                                               |
| 進水:                  | 1904年5月17日                                                                              |
| 就役:                  | 1906年2月19日                                                                              |
| 退役:                  | 1920年6月30日                                                                              |
| その後:                | スクラップとして売却                                                                       |
| 性能諸元               |                                                                                            |
| 排水量:                | 14,948 トン                                                                                |
| 全長:                  | 441.7 ft                                                                                   |
| 全幅:                  | 76.3 ft                                                                                    |
| 吃水:                  | 23.8 ft                                                                                    |
| 機関:                  |                                                                                            |
| 最大速:                | 19ノット                                                                                   |
| 航続距離:              |                                                                                            |
| 兵員:                  | 士官40名、兵員772名                                                                        |
| 兵装:                  | 12インチ砲4門 8インチ砲8門 6インチ砲12門 3インチ砲12門 3ポンド砲12門 21インチ魚雷発射管4門 |
| 航空機:                |                                                                                            |
| モットー:              |                                                                                            |

ロードアイランド (USS Rhode Island, BB-17) は、アメリカ海軍の戦艦。バージニア級の5番艦。艦名はロードアイランド州に因む。その名を持つ艦としては2隻目。

## 艦歴
ロードアイランドは1902年5月1日にマサチューセッツ州クインシーのフォアリバー造船所で起工し、1904年5月17日にF・C・デュメイン夫人によって命名、進水、1906年2月19日に初代艦長ペリー・ガースト大佐の指揮下就役した。
ロードアイランドは広範囲な整調航海及び公試をバージニア州ハンプトン・ローズとボストンの間で行い、1907年1月1日に大西洋艦隊第1戦隊第2部隊に配属される。1907年3月9日にハンプトン・ローズを出航し、キューバのグアンタナモ湾で砲撃訓練および艦隊作戦行動を行う。その後北に向かいハンプトン・ローズとケープコッド湾の間を巡航した。
1907年12月8日にハンプトン・ローズに到着、ロードアイランドは他の15隻の戦艦、魚雷艇部隊、輸送艦隊と合流する。ルーズベルト大統領は12月16日に「グレート・ホワイト・フリート」を観閲し、最初の世界巡航に送り出した。ロードアイランドはトリニダード、リオデジャネイロ、プンタ・アレーナス、カヤオ、マグダレーナ湾を訪問し、1908年4月14日にカリフォルニア州サンディエゴに到着した。
艦隊は7月まで西海岸に留まり、ロードアイランドは6月にピュージェット・サウンドに向かう。全艦隊は1908年7月7日にサンフランシスコを出航しホノルル、オークランド、シドニー、メルボルン、マニラに向かう。10月2日にフィリピンに到着し、ロードアイランドはマニラから横浜に向かう。10月末にフィリピンのオロンガポに戻り、12月1日にカヴィテを出航、コロンボ、スエズ、マルセイユ、ジブラルタルを訪問し1909年2月22日にハンプトン・ローズに帰還する。
オーバーホールのためニューヨーク海軍工廠入りし、その後ロードアイランドは1909年3月8日に第1戦隊第3部隊に配属される。1910年まで大西洋艦隊に所属し様々な訓練演習に参加した。1910年10月20日に第1戦隊第4部隊に配属され、ロードアイランドと艦隊はヨーロッパ水域への展開前の11月2日にボストンでタフト大統領の観閲を受ける。艦隊は訓練を続け、ロードアイランドはイギリスのグレーヴズエンドを訪問、1911年1月13日にグアンタナモ湾に戻る。
1914年に第一次世界大戦が勃発するまでロードアイランドは大西洋艦隊での任務を継続した。1912年6月から7月の間にキーウェスト、ハバナ、グアンタナモ湾を巡航し、その後はハンプトン・ローズとメイン州ロックランドの間で作戦活動を行う。ロードアイランドは大西洋艦隊第1戦隊第3部隊に配属され1912年7月17日に旗艦となる。8月1日にニュージャージー(USS New Jersey, BB-16)と旗艦任務を交代した。
1913年6月28日に第1戦隊第3部隊司令官旗がヴァージニア(USS Virginia, BB-13)から移され、1918年1月14日まで司令官が座乗した。1913年末にロードアイランドはメキシコの政情不安のため脅かされた米国市民および権益保護のためメキシコ水域を巡航した。1913年11月4日にベラクルス沖に到着し、1914年2月までタンピコとツースパンの間で作戦活動に従事する。2週間後にグアンタナモ湾からバージニア水域へ向けて帰還する。
ロードアイランドはドック入りおよびオーバーホールを行い、1916年まで砲術訓練、艦隊演習を定期的に行う。そのまま東海岸で行動したが、しばしば南方に巡航した。1914年10月から1915年3月および1916年1月から2月にかけてカリブ海の港湾訪問を行う。1914年12月19日から1915年1月20日までロードアイランドは第1戦隊第4部隊の旗艦であった。
ロードアイランドは1916年5月15日にボストン海軍工廠で予備役となり、翌日大西洋艦隊から除籍された。ロードアイランドは1916年6月24日から9月28日まで大西洋艦隊予備役艦隊の最高司令官旗を掲揚した。
1917年3月27日にハンプトン・ローズで再就役し、5月3日に大西洋艦隊第3戦艦隊の司令官旗を掲揚する。戦時即応状態を整えるための砲術訓練、非常時訓練を繰り返し、その後対潜水艦哨戒任務を与えられたロードアイランドはメリーランド州タンジール島沖で任務に従事した。ハンプトン・ローズを拠点として1918年まで活動し、同年4月に第2戦艦隊へ配属される。海外配備準備を整えたまま、ロードアイランドは1918年6月に特別水雷公試を行う。
1918年11月に戦争が終わり、ロードアイランドはフランスからの帰還兵輸送任務が命じられた。何百もの寝台が増設され、1918年12月18日から1919年7月4日の間に5回の大西洋横断を行う。ロードアイランドはフランスのブレストからハンプトン・ローズ、ボストンに5,000名以上の兵員を輸送した。
ロードアイランドは1919年7月17日にボストンで太平洋艦隊第1戦艦隊の旗艦に指定され、7月24日にボストン海軍工廠を出航、パナマ運河地帯のバルボア経由でメア・アイランド海軍工廠に向かう。1920年までメア・アイランド海軍工廠に留まり、同年6月30日に予備役となる。
ロードアイランドはワシントン海軍軍縮条約の下、1923年10月4日に廃艦となり、1923年11月1日にスクラップとして売却された。
ロードアイランドの艦内時鐘は、プロビデンスのロードアイランド州会議事堂に展示されている。
1997年にマーシャル諸島でロードアイランドの記念切手が発行された。